# Henrique Hermeto Carneiro Leão
Henrique Hermeto Carneiro Leão, primeiro e único barão de Paraná, (Rio de Janeiro, 22 de novembro de 1847 – Rio de Janeiro, 16 de março de 1916) foi um médico e proprietário rural brasileiro, cujas terras concentravam-se na região de Sapucaia.

## Biografia

Armas do barão de Paraná, as mesmas das famílias Neto (1.º e 4.º quartéis) e Carneiro (2.º e 3.º quartéis).

Filho de Honório Hermeto Carneiro Leão, marquês de Paraná, e de Maria Henriqueta Neto. Era irmão de Maria Emília Carneiro Leão, casada com Constantino Pereira de Barros (1821–1896), barão de São João de Icaraí; Honório Hermeto Carneiro Leão (1832–1873), e de Maria Henriqueta Carneiro Leão (1834 -), casada com Jerônimo José Teixeira Junior, futuros viscondessa e visconde do Cruzeiro. Era sobrinho de Nicolau Neto Carneiro Leão, barão de Santa Maria. Casou-se, em 1874, com Zeferina Marcondes, com quem não teve filhos.
Ergueu a sede da Fazenda Lordelo, em Sapucaia, Rio de Janeiro, em terras que eram de seu pai na região de Porto Novo do Cunha (pertencente ao município de São José de Além Paraíba), no Vale do Paraíba.
Era um personagem folclórico, com suas estranhas experiência no cruzamento de zebras com mulas, na tentativa de criar um novo animal, que chamou de "zebróide". Realizou diversos experimentos em sua fazenda, com plantas, cavalos, zebras e cabras. Era muito reconhecido por todos e recebeu prêmios devido suas descobertas.
Por muitos anos se dedicou a regeneração do gado brasileiro.[carece de fontes?]  Selecionava o gado indiano, cruzava-o com diversas raças, e pode concluir que: (…) tenho razão em considerar o zebu como o fortificador ou mesmo o regenerador de qualquer raça de gado nacional ou estrangeiro.[carece de fontes?]
Transformou o Porto Novo do Cunha em uma das melhores fontes de onde sairiam reprodutores para os mais diversos pontos do Brasil. Em 1908 publicou A Criação de Gado Bovino, reunindo todos os resultados de seus trabalhos e experiências.[carece de fontes?]